# Sausheim
Sausheim (prononcé /saʊsaɪm/ ou /sosajm/) est une commune française de la banlieue de Mulhouse située dans la circonscription administrative du Haut-Rhin et, depuis le 1er janvier 2021, dans le territoire de la Collectivité européenne d'Alsace, en région Grand Est.
Cette commune se trouve dans la région historique et culturelle d'Alsace. Elle est membre de Mulhouse Alsace Agglomération et fait partie des 20 communes de l'agglomération mulhousienne ayant l'obligation de mettre en place une ZFE-m avant le 31 décembre 2024.

## Géographie
La ville de Sausheim est à la croisée des autoroutes A35 et A36 (croix de la Hardt, au milieu du territoire communal). Elle est incluse dans l'unité urbaine de Mulhouse et se situe à moins de cinq kilomètres de Mulhouse intra-muros. Son ban est traversé par l'Ill, le Quatelbach et le canal du Rhône au Rhin.
Sausheim est situé au cœur de l'Île Napoléon, site partagé entre les communes de Sausheim, Illzach et Rixheim.
La forêt de la Hardt, 2e forêt d'Alsace, couvre 4,64 km2 de la superficie de Sausheim. Cette forêt est traversée par l'A35 et l'A36, ainsi que par les CD55 et CD39.
La surface de la ville est divisée en :
- 31 % de surface urbanisée ;
- 30 % de bois et forêts ;
- 21 % de cours d'eau, réseau autoroutier et routier, jardin, parc ;
- 18 % d'espaces agricoles.

La ville est divisée en quatre grandes zones :
- Le centre-ville (Le Vieux Sausheim) ;
- Les quartiers nord (Sausheim Oiseaux,Sausheim Muses, Sausheim Fleurs,Sausheim Vergers, Sausheim Hardt) ;
- Les quartiers sud (Sausheim Parc Sausheim Napoléon, Sausheim Poètes, Sausheim Quartiers Sud, Sausheim Banlieue 89, Sausheim Zone Industrielle Sud) ;
- Les zones est :
  - Sausheim ZA 201 (Île Napoléon),
  - Sausheim Parc de L'Île (Île Napoléon),
  - Sausheim ZA Espale Autoport-Sud-Alsace (Île Napoléon),
  - Sausheim ZA Jean Monnet (Île Napoléon),
  - Sausheim PSA Peugeot Citroën (2,3 km2),
  - Sausheim Sivom de Mulhouse.

### Communes limitrophes
| Kingersheim | Baldersheim                   | Baldersheim                        |
| Illzach     | Sausheim                      | Ottmarsheim                        |
| Illzach     | Illzach quartier de Modenheim | Illzach quartier de l'Île Napoléon |

### Hydrographie

#### Réseau hydrographique
La commune est dans le bassin versant du Rhin au sein du bassin Rhin-Meuse. Elle est drainée par le canal du Rhône au Rhin, l'Ill, le ruisseau Quatelbach et la rigole des egouts de la ville de Mulhouse,,.
Le canal du Rhône au Rhin est un canal français qui relie la Saône, affluent navigable du Rhône, au Rhin, par la vallée du Doubs et son prolongement en Haute Alsace jusqu'à Niffer sur le Rhin, un autre prolongement rejoignant Strasbourg par la canalisation de l'Ill. La commune est sur la section qui relie Valdieu-Lutran à Saint-Symphorien-sur-Saône. 
L'Ill, d'une longueur de 217 km, prend sa source dans la commune de Winkel et se jette  dans le Grand Canal d'Alsace à Offendorf, après avoir traversé 68 communes. Les caractéristiques hydrologiques de l'Ill sont données par la station hydrologique située sur la commune d'Illzach. Le débit moyen mensuel est de 12,7 m3/s. Le débit moyen journalier maximum est de 163 m3/s, atteint lors de la crue du 2 mai 2015. Le débit instantané maximal est quant à lui de 216 m3/s, atteint le 4 janvier 2014.

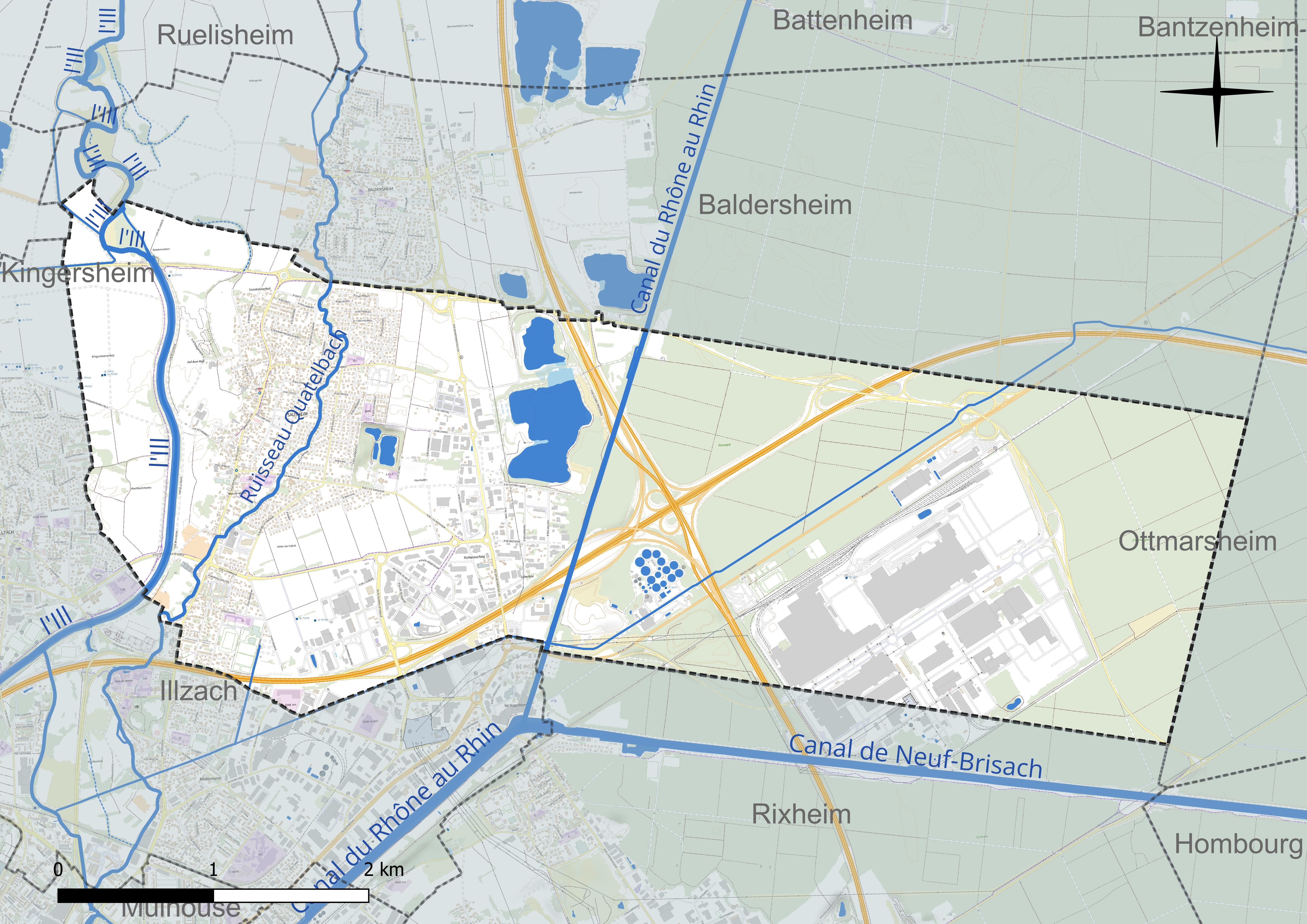
Réseau hydrographique de Sausheim.

Le Quatelbach, d'une longueur de 15 km, prend sa source dans la commune de Mulhouse et se jette  dans le canal Vauban à Ensisheim, après avoir traversé six communes. Les caractéristiques hydrologiques du ruisseau Quatelbach sont données par la station hydrologique située sur la commune d'Illzach. Le débit moyen mensuel est de 1,49 m3/s. Le débit moyen journalier maximum est de 2,15 m3/s, atteint lors de la crue du 4 février 2021. Le débit instantané maximal est quant à lui de 2,37 m3/s, atteint le 1er février 2021.

#### Gestion et qualité des eaux
Le territoire communal est couvert par le schéma d'aménagement et de gestion des eaux (SAGE) « Ill Nappe Rhin ». Ce document de planification concerne la nappe phréatique rhénane, les cours d'eau de la plaine d'Alsace et du piémont oriental du Sundgau, les canaux situés entre l'Ill et le Rhin et les zones humides de la plaine d'Alsace. Le périmètre s’étend sur 3 596 km2. Il a été approuvé le 17 janvier 2005. La structure porteuse de l'élaboration et de la mise en œuvre est la région Grand Est. 
La qualité des cours d’eau peut être consultée sur un site dédié géré par les agences de l’eau et l’Agence française pour la biodiversité. 

### Climat
Pour des articles plus généraux, voir Climat du Grand Est et Climat du Haut-Rhin.
En 2010, le climat de la commune est de type climat des marges montargnardes, selon une étude du Centre national de la recherche scientifique s'appuyant sur une série de données couvrant la période 1971-2000. En 2020, Météo-France publie une typologie des climats de la France métropolitaine dans laquelle la commune est exposée à un climat semi-continental et est dans la région climatique  Alsace, caractérisée par une pluviométrie faible, particulièrement en automne et en hiver, un été chaud et bien ensoleillé, une humidité de l’air basse au printemps et en été, des vents faibles et des brouillards fréquents en automne (25 à 30 jours). 
Pour la période 1971-2000, la température annuelle moyenne est de 10,4 °C, avec une amplitude thermique annuelle de 17,9 °C. Le cumul annuel moyen de précipitations est de 615 mm, avec 8,1 jours de précipitations en janvier et 8,7 jours en juillet. Pour la période 1991-2020, la température moyenne annuelle observée sur la station météorologique de Météo-France la plus proche, « Mulhouse », sur la commune de Mulhouse à 5 km à vol d'oiseau, est de 11,1 °C et le cumul annuel moyen de précipitations est de 747,6 mm. 
La température maximale relevée sur cette station est de 39,4 °C, atteinte le 13 août 2003 ; la température minimale est de −21,5 °C, atteinte le 10 février 1956,,. 
| Mois                                  | jan.             | fév.             | mars             | avril           | mai             | juin          | jui.            | août          | sep.            | oct.            | nov.           | déc.            | année      |
| ------------------------------------- | ---------------- | ---------------- | ---------------- | --------------- | --------------- | ------------- | --------------- | ------------- | --------------- | --------------- | -------------- | --------------- | ---------- |
| Température minimale moyenne (°C)     | −0,6             | −0,5             | 1,9              | 4,7             | 8,9             | 12,4          | 14,1            | 13,8          | 10,2            | 6,7             | 2,7            | 0,3             | 6,2        |
| Température moyenne (°C)              | 2,3              | 3,4              | 7                | 10,6            | 14,7            | 18,4          | 20,3            | 20            | 15,9            | 11,3            | 6,2            | 3,2             | 11,1       |
| Température maximale moyenne (°C)     | 5,3              | 7,4              | 12               | 16,5            | 20,5            | 24,3          | 26,4            | 26,3          | 21,5            | 15,9            | 9,6            | 6               | 16         |
| Record de froid (°C) date du record   | −20,2 13.01.1968 | −21,5 10.02.1956 | −17,2 04.03.1965 | −6,3 07.04.1956 | −3,1 01.05.1962 | 0,9 03.06.06  | 4,3 02.07.1960  | 4 30.08.1998  | −0,6 24.09.1964 | −6,7 31.10.1997 | −13,4 30.11.10 | −19 20.12.1981  | −21,5 1956 |
| Record de chaleur (°C) date du record | 18,3 10.01.1991  | 21,9 24.02.1990  | 26,5 31.03.21    | 30 22.04.1968   | 33,3 25.05.09   | 37,6 09.06.14 | 38,9 31.07.1983 | 39,4 13.08.03 | 34,1 11.09.23   | 29,7 13.10.23   | 24,3 07.11.15  | 19,9 16.12.1989 | 39,4 2003  |
| Précipitations (mm)                   | 57,9             | 49,2             | 49,9             | 49,9            | 78,2            | 67,8          | 63              | 67,1          | 61,1            | 69,7            | 58,7           | 75,1            | 747,6      |

| Diagramme climatique                                  |             |           |             |             |              |            |              |              |             |            |          |
| J                                                     | F           | M         | A           | M           | J            | J          | A            | S            | O           | N          | D        |
| 5,3−0,657,9                                           | 7,4−0,549,2 | 121,949,9 | 16,54,749,9 | 20,58,978,2 | 24,312,467,8 | 26,414,163 | 26,313,867,1 | 21,510,261,1 | 15,96,769,7 | 9,62,758,7 | 60,375,1 |
| Moyennes : • Temp. maxi et mini °C • Précipitation mm |             |           |             |             |              |            |              |              |             |            |          |

Les paramètres climatiques de la commune ont été estimés pour le milieu du siècle (2041-2070) selon différents scénarios d'émission de gaz à effet de serre à partir des nouvelles projections climatiques de référence DRIAS-2020. Ils sont consultables sur un site dédié publié par Météo-France en novembre 2022.

## Urbanisme

### Typologie
Au 1er janvier 2024, Sausheim est catégorisée ceinture urbaine, selon la nouvelle grille communale de densité à sept niveaux définie par l'Insee en 2022.
Elle appartient à l'unité urbaine de Mulhouse, une agglomération intra-départementale regroupant 20  communes, dont elle est une commune de la banlieue,,. Par ailleurs la commune fait partie de l'aire d'attraction de Mulhouse, dont elle est une commune de la couronne,. Cette aire, qui regroupe 132 communes, est catégorisée dans les aires de 200 000 à moins de 700 000 habitants,.

### Occupation des sols
L'occupation des sols de la commune, telle qu'elle ressort de la base de données européenne d’occupation biophysique des sols Corine Land Cover (CLC), est marquée par l'importance des territoires artificialisés (45 % en 2018), en augmentation par rapport à 1990 (39,9 %). La répartition détaillée en 2018 est la suivante : 
zones industrielles ou commerciales et réseaux de communication (33,4 %), forêts (29,1 %), terres arables (17,3 %), zones urbanisées (11 %), zones agricoles hétérogènes (4,7 %), eaux continentales (3,8 %), espaces verts artificialisés, non agricoles (0,5 %). L'évolution de l’occupation des sols de la commune et de ses infrastructures peut être observée sur les différentes représentations cartographiques du territoire : la carte de Cassini (XVIIIe siècle), la carte d'état-major (1820-1866) et les cartes ou photos aériennes de l'IGN pour la période actuelle (1950 à aujourd'hui).

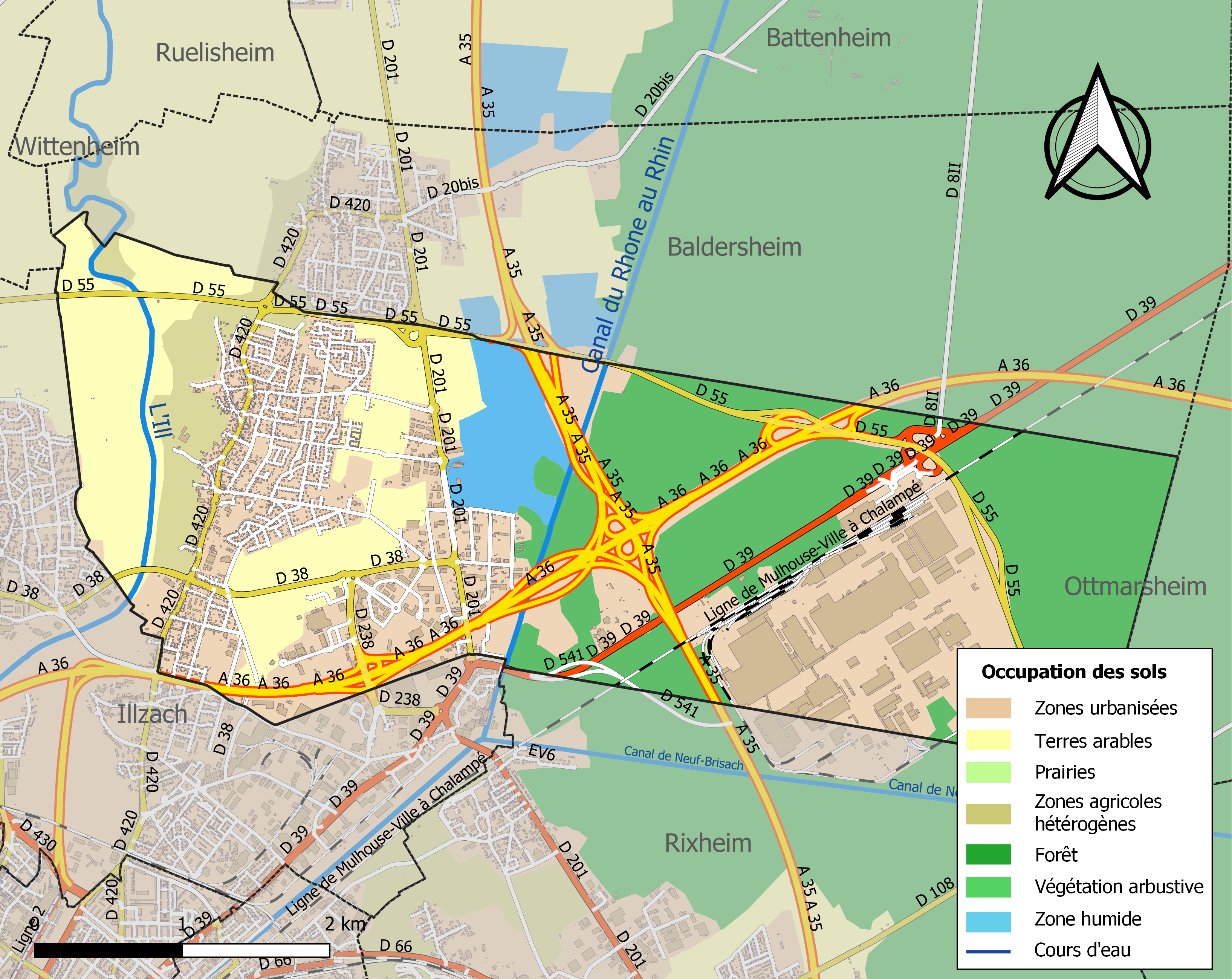
Carte des infrastructures et de l'occupation des sols de la commune en 2018 (CLC).

## Histoire
La Commune de Sausheim a traversé plusieurs guerres sans avoir à souffrir de dégâts trop importants, exception faite de ceux dus à la Seconde Guerre mondiale.
Sausheim, village autrichien, resta catholique au moment de la Réforme protestante. Durant la Guerre de Trente Ans, Sausheim fut épargnée par les grands événements militaires mais connut des cantonnements comme celui des troupes impériales en 1620 et des Suédois (1632 - 1634). En 1648, Sausheim passa à la couronne de France.
Le XIXe siècle est essentiellement marqué par le développement industriel avec la construction de la fabrique « Dollfus Noack » en 1843. Sausheim souffrit peu de la guerre 1914-1918. La commune fut beaucoup plus durement touchée par la Seconde Guerre mondiale. Elle fut détruite à 75 % et libérée seulement le 6 février 1945, après la liquidation de la terrible "Poche de Colmar".
Sausheim put compter sur les habitants de Cusset, dans l'Allier, où une usine  mulhousienne avait été déplacée pendant la guerre, usine qui employait plusieurs techniciens sausheimois. Avertis de la détresse des Sausheimois, qui venaient de retrouver leurs maisons détruites ou pillées, les gens de Cusset se mobilisèrent, envoyant couvertures, matelas, vêtements chauds et vivres. De son côté le directeur des Ets Dullfus Noack, M.Brand, a pu mettre en marche une "roulante" de l'armée, distribuant de la nourriture chaude. L'élan de solidarité des Cussettois s'est transformé en longue amitié, toujours vivante.
Au moment de la catastrophe de l'Amoco-Cadiz, sur les côtes de la Bretagne, la commune de Sausheim et son maire M. Eugène Bader, lancèrent un mouvement d'amitié vers le village de Plounéour-Trez, apportant à cette localité une contribution financière substantielle pour l'aider dans les travaux de réhabilitation de ses plages immenses. De nombreux échanges se sont établis, soutenus par les deux communes, notamment d'écoliers, les jeunes Bretons dans la neige alsacienne, les jeunes Alsaciens à la mer l'été !
Le 11 novembre 1948, la commune est citée à l'ordre du régiment avec attribution de la Croix de Guerre avec étoile de bronze.
La vie poursuivit son cours et en 1952 la commune avait 1 600 âmes. En 1959, elle passa à 2 199, pour en arriver à 5 000 en 1980.

### Héraldique
| Blason de Sausheim | Les armes de Sausheim se blasonnent ainsi : « D'argent au gril de sable, la queue en pal vers le chef, soutenant un croissant montant de gueules. » |

## Économie
Sausheim connaît un premier essor industriel avec les usines « Dollfus-Noack ». En 1889, on inaugure un premier atelier de 5 000 m2 qui fut la première entreprise française de textiles techniques[réf. souhaitée]. Quelques années après, un atelier de même grandeur fut construit. 
Des bureaux d'une surface de 1 000 m2 sont construits en 1911. L'usine emploie 300 ouvriers et 75 cadres. L'usine ferme définitivement ses portes en 1994 après 105 années de production[réf. souhaitée].
Une autre usine a joué un rôle essentiel dans la commune. C'est Zuber-Rieder & CIE qui construit l'usine de l’Île Napoléon, l'usine des Pins, au bord des rives du canal du Rhône au Rhin, rue de la Hardt.
Au XXe siècle, c'est PSA Peugeot Citroën qui contribue à la mutation de la population de la ville. Sausheim accueille donc la première entreprise d'Alsace avec plus de 9 000 salariés.
Outre le géant de l'automobile, elle a admis sur son territoire le Centre Routier Autoport Sud-Alsace et Douanier. En 1995, la commune crée la Zone Espale Europe, la ZI Sud, puis la ZA Pôle 201 où se sont implantées des entreprises de toutes les tailles, de l'artisanat aux plus gros employeurs d'Alsace. 
Elle accueille aussi une partie du centre commercial Carrefour de l'Île Napoléon. 
Sausheim dispose également de toute une gamme d'hôtels, plus de 500 chambres : Ibis, Mercure, Novotel, Arcotel, Le Roi Soleil, Hôtel restaurant de la Poste, Le Jardin d'Espale.
Pour les touristes, la commune dispose également d'un camping « Safary ** » avec 40 emplacements pour caravanes et 170 pour tentes.
Actuellement, plus de 400 entreprises de toutes sortes sont répertoriées  sur le territoire communal.
Depuis décembre 2007, Sausheim dispose d'une aire d'accueil des gens du voyage réalisée en commun par les communes de Sausheim, d’Illzach et de Rixheim et afin de répondre à leurs obligations légales. D’une capacité de 44 places de caravanes, le site se situe à l'Île Napoléon au bord du CD 39 à Sausheim.
La commune dispose d'une communauté de brigades de gendarmerie formée avec la brigade d'Ottmarsheim et dont Sausheim est la brigade mère, composée de quatorze agents intervenant sur les communes de Sausheim, Baldersheim, Battenheim, et Ruelisheim, ainsi qu'une police municipale forte de cinq agents.
Elle possède également un centre d'incendie et de secours auquel plus de trente sapeurs-pompiers sont rattachés et qui effectue près de 500 interventions par an.

## Environnement
Sausheim héberge un incinérateur, ainsi qu’une station d’épuration des eaux usées. Après modernisation, la station récupèrera le phosphore des boues (voir Phosphore#Une future pénurie) puis produira du biogaz réinjecté dans le réseau à hauteur de deux millions de mètres cubes par an qui servira à alimenter les bus Soléa pour le "plan climat". Les boues seront incinérées.

## Politique et administration

### Liste des maires
| Période                                  | Période                       | Identité                    | Étiquette | Qualité |
| ---------------------------------------- | ----------------------------- | --------------------------- | --------- | --- |
| mars 1959                                | mars 1983                     | Eugène Bader (1921-2006)    | RPR       | Maire honoraire |
| mars 1983                                | mai 2000                      | Jean-Jacques Weber (1940- ) | UDF-CDS   | Journaliste Député de la 6e circonscription du Haut-Rhin (1988 → 2000) Conseiller général du canton d'Illzach (1982 → 2000) Président du conseil général du Haut-Rhin (1988 → 1998) |
| juin 2000                                | mai 2020                      | Daniel Bux (1949- )         | DVD       | Cadre, maire honoraire 9e vice-président de Mulhouse Alsace Agglomération (2017 → 2020) puis 8e vice-président (2020 → )                                                            |
| mai 2020                                 | En cours (au 19 janvier 2021) | Guy Omeyer (1956- )         | DVD       | Ancien cadre |
| Les données manquantes sont à compléter. |                               |                             |           | |

### Budget et fiscalité 2015
En 2015, le budget de la commune était constitué ainsi :
- total des produits de fonctionnement : 9 655 000 €, soit 1 728 € par habitant ;
- total des charges de fonctionnement : 8 357 000 €, soit 1 495 € par habitant ;
- total des ressources d'investissement : 3 769 000 €, soit 674 € par habitant ;
- total des emplois d'investissement : 2 344 000 €, soit 419 € par habitant ;
- endettement : 2 913 000 €, soit 521 € par habitant.

Avec les taux de fiscalité suivants :
- taxe d'habitation : 5,81 % ;
- taxe foncière sur les propriétés bâties : 9,38 % ;
- taxe foncière sur les propriétés non bâties : 19,26 % ;
- taxe additionnelle à la taxe foncière sur les propriétés non bâties : 0,00 % ;
- cotisation foncière des entreprises : 0,00 %.

## Démographie
L'évolution du nombre d'habitants est connue à travers les recensements de la population effectués dans la commune depuis 1793. Pour les communes de moins de 10 000 habitants, une enquête de recensement portant sur toute la population est réalisée tous les cinq ans, les populations de référence des années intermédiaires étant quant à elles estimées par interpolation ou extrapolation. Pour la commune, le premier recensement exhaustif entrant dans le cadre du nouveau dispositif a été réalisé en 2008.

En 2022, la commune comptait 5 597 habitants, en évolution de +1,54 % par rapport à 2016 (Haut-Rhin : +0,66 %, France hors Mayotte : +2,11 %).
| 1793 | 1800 | 1806 | 1821 | 1831 | 1836  | 1841  | 1846  | 1851  |
| ---- | ---- | ---- | ---- | ---- | ----- | ----- | ----- | ----- |
| 630  | 637  | 712  | 883  | 962  | 1 198 | 1 190 | 1 350 | 1 318 |

| 1856  | 1861  | 1866  | 1871  | 1875  | 1880  | 1885  | 1890  | 1895  |
| ----- | ----- | ----- | ----- | ----- | ----- | ----- | ----- | ----- |
| 1 301 | 1 372 | 1 318 | 1 314 | 1 241 | 1 333 | 1 288 | 1 309 | 1 288 |

| 1900  | 1905  | 1910  | 1921  | 1926  | 1931  | 1936  | 1946  | 1954  |
| ----- | ----- | ----- | ----- | ----- | ----- | ----- | ----- | ----- |
| 1 270 | 1 287 | 1 398 | 1 385 | 1 457 | 1 771 | 1 841 | 1 539 | 1 929 |

| 1962  | 1968  | 1975  | 1982  | 1990  | 1999  | 2006  | 2008  | 2013  |
| ----- | ----- | ----- | ----- | ----- | ----- | ----- | ----- | ----- |
| 2 447 | 3 156 | 4 940 | 4 737 | 4 748 | 5 470 | 5 299 | 5 262 | 5 446 |

| 2018  | 2022  | - | - | - | - | - | - | - |
| ----- | ----- | - | - | - | - | - | - | - |
| 5 489 | 5 597 | - | - | - | - | - | - | - |

## Lieux et monuments

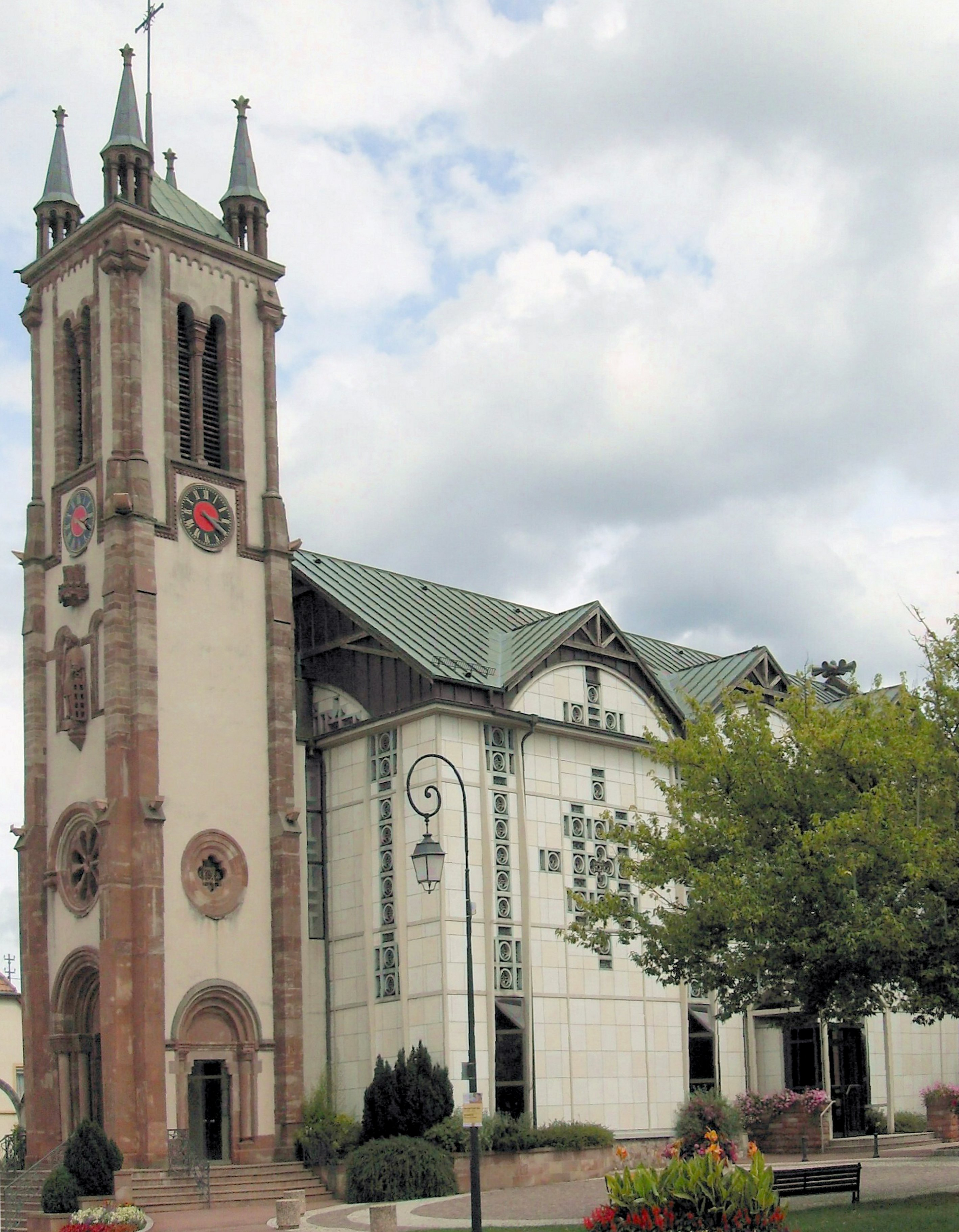
L'église Saint-Laurent.

Sausheim est labellisée Ville fleurie quatre fleurs.
Elle offre à ses habitants et à ses visiteurs de multiples prétextes pour se détendre : circuit de promenade en forêt de la Hardt, au square de la bibliothèque, le long des berges de l’Ill et du canal du moulin (Quatelbach), parcours sportif, colline de jeux, skate park…
L’art de vivre dans la convivialité se décline aussi autour de temps forts animés par les associations locales.
La commune dispose de près de 50 associations culturelles et sportives.
Elle dispose d'un complexe sportif au sud, du complexe sportif Peugeot avec un circuit automobile de près de 1 km, et de plusieurs salles polyvalentes.
Depuis peu, la ville de Sausheim dispose d'un nouveau centre culturel,l'Eden. D'une surface utile de près de 1 893 m2, il peut accueillir près d'un millier de personnes assises et deux mille debout. Il propose de nombreuses animations, expositions, concerts, spectacles de danses, pièces de théâtre, thés dansants, conférences, fêtes diverses. Il se trouve sur l'ancien site de l'usine Dollfus & Noack. Un espace destiné à certaines activités est prévu pour les enfants qui fréquenteront le périscolaire ou les centres de loisirs.
Située non loin de l'Île Napoléon, l'usine d'incinération du Sivom a été achevée en 1999. Elle est dotée d'une technologie et d'équipements de pointe, notamment en matière de protection de l'environnement. Elle permet également de valoriser les ordures ménagères : brûler les déchets libère une énergie qui est valorisée sous forme d'électricité. Celle-ci est utilisée par l'usine elle-même et également par la station d'épuration. Trente-six communes l'utilisent, soit près de 300 000 habitants.
Au bord du CD201 se trouve un monument napoléonien remarquable, la stèle méridionale,édifiée sur l'ordre du Maréchal Berthier, alors chef d'état-major de Napoléon, d'une base de 19,045 km, dont l'extrémité septentrionale est située à Oberhergheim, destinée à établir des mensurations géodésiques universelles et notamment de la Suisse (1804),.
On peut aussi remarquer un ouvrage d'art au croisement des autoroutes A35 et A36. Il s'agit d'un échangeur à trois niveaux, presque unique en France.
Également à voir : les fontaines à l’architecture très variée, le moulin à turbine alimenté par la rivière, le square Dollfus-Noack, l'écluse 43.

## Personnalités liées à la commune
- Roger Hassenforder (1930-2021), né à Sausheim, coureur cycliste français.
- Jacques Müller (1828-1917), second valet de chambre (valet de jour) de Napoléon III.